# Baris dalmatina
Baris dalmatina är en skalbaggsart som beskrevs av Brisout de Barneville 1870. Baris dalmatina ingår i släktet Baris, och familjen vivlar. Arten har ej påträffats i Sverige.